# Gran Vía (stacja metra)
Gran Vía – stacja metra w Madrycie, na linii 1 i 5. Znajduje się w dzielnicy Centro, w Madrycie i zlokalizowana jest pomiędzy stacjami Tribunal, a Sol (linia 1) oraz Chueca i Callao (linia 5). Została otwarta 17 października 1919.